# Bodajbinskij rajon
Il Bodajbinskij rajon (in russo Бодайбинский район?) è un rajon dell'Oblast' di Irkutsk, nella Russia asiatica; il capoluogo è Bodajbo. Istituito nel 1925, ricopre una superficie di 92.000 chilometri quadrati e consta di una popolazione di circa 9.000 abitanti.